# Jonas Arntzen
Jonas Arntzen, född 21 november 1997 i Lillehammer, Norge, är en norsk professionell ishockeyspelare. Arntzen har tidigare spelat för bland annat Lillehammer IK och Leksands IF. Från säsongen 2019/2020 spelar Arntzen för Örebro hockey.